# 548 Dywizja Grenadierów (III Rzesza)
548 Dywizja Grenadierów – niemiecka dywizja z czasów II wojny światowej, sformowana w Dreźnie na mocy rozkazu z 11 lipca 1944, w 29 fali mobilizacyjnej w IV Okręgu Wojskowym.

## Struktura organizacyjna
- Struktura organizacyjna w lipcu 1944:

1094., 1095. i 1096. pułk grenadierów, 1548. pułk artylerii, 1548. batalion pionierów, 548. dywizyjna kompania fizylierów, 1548. oddział przeciwpancerny, 1548. oddział łączności, 1548. polowy batalion zapasowy;
- Struktura organizacyjna w listopadzie 1944:

1094., 1095. i 1096. pułk grenadierów, 1548. pułk artylerii, 1548. batalion pionierów, 548. dywizyjn batalion fizylierów, 1548. oddział przeciwpancerny, 1548. oddział łączności, 1548. polowy batalion zapasowy;

## Dowódcy dywizji
- Generalmajor Erich Sudau VII 1944 – 9 IV 1945;